# How Much Does Your Building Weigh, Mr Foster?
How much does your building weigh, Mr. Foster? (Quan pesa el seu edifici, Sr. Foster) és una pel·lícula documental de coproducció hispano-britànica del 2010 dirigida per Norberto López Amado i Carlos Carcas amb guió de Deyan Sudjic sobre l'arquitecte Norman Foster. El títol prové d'una conversa entre Norman Foster i Buckminster Fuller.

## Sinopsi
El documental narra la trajectòria vital de Norman Foster, un dels arquitectes més emblemàtics del segle XXI i la seva indestructible passió per millorar la qualitat de vida a través del disseny amb la narració de Deyan Sudjic, director del Museu del Disseny de Londers. Acompanyada de l'impuls donat per la música de Joan Valent, la pel·lícula recull els orígens de Foster i com els seus somnis i influències van inspirar la creació d'edificis com l'aeroport de Pequín (el més gran del món), el Reichstag, l'edifici Hearst de Nova York i construccions com el pont més alt del planeta o el viaducte de Millau, a Occitània. Hi ha entrevistes a Paul Goldberger, crític d'arquitectura del New York Times que el qualificà com el "Mozart del modernisme", al músic Bono, l'escultor Anish Kapoor, Richard Serra, Cai Guo Qiang, Richard Long o Anthony Caro.

## Premis i nominacions
La pel·lícula fou nominada al Goya al millor documental i a la Medalla del CEC al millor documental. Va guanyar el premi de l'audiència al Festival Internacional de Cinema de Sant Sebastià i el premi del jurat al Docville de 2010. i fou nominat al Premi Orquídia d'Or Halekulani del Festival Internacional de Cinema de Hawaii.